# Бареули
Бареули (груз. ბარეული) — село в Грузии, на территории Амбролаурского муниципалитета края (мхаре) Рача-Лечхуми и Нижняя Сванетия.

## География
Село находится в северной части Грузии, на левом берегу реки Риони, на расстоянии приблизительно 9 километров (по прямой) к западо-северо-западу от города Амбролаури, административного центра муниципалитета. Абсолютная высота — 647 метров над уровнем моря.

## Население
По результатам официальной переписи населения 2014 года, в Бареули проживал 71 человек (32 мужчины и 39 женщин). В национальной структуре населения грузины составляли 100 %.
| Год  | Население, человек |
| ---- | ------------------ |
| 2002 | 101                |
| 2014 | ↘ 71               |